# Vorrtjärnen (Degerfors socken, Västerbotten, 712663-168661)
Vorrtjärnen är en sjö i Vindelns kommun i Västerbotten och ingår i Umeälvens huvudavrinningsområde.